# Hyles vespertilio
Hyles vespertilio là một loài bướm đêm thuộc họ Sphingidae.

## Phân phát
Nó được tìm thấy ở trung tâm châu Âu và bán đảo Balkan, cũng như từ Anatolia cho Kavkaz. Nó đã được ghi nhận từ phía nam và phía đông Pháp, Đức phía Nam, Thụy Sĩ, Áo, phía Bắc và miền Trung Italia, Cộng hòa Séc, Slovakia, phía đông Ba Lan, Tây Ukraina, [[Hungary] Tây], Slovenia, Croatia, Bosnia, miền nam và miền Trung Serbia, phía bắc Albania, phía tây và miền nam Bulgaria và miền bắc Hy Lạp. Bên ngoài của châu Âu, phạm vi mở rộng hơn phía tây Thổ Nhĩ Kỳ, phía đông tới Kavkaz. Có một số con sinh sống ở vùng núi của Liban.

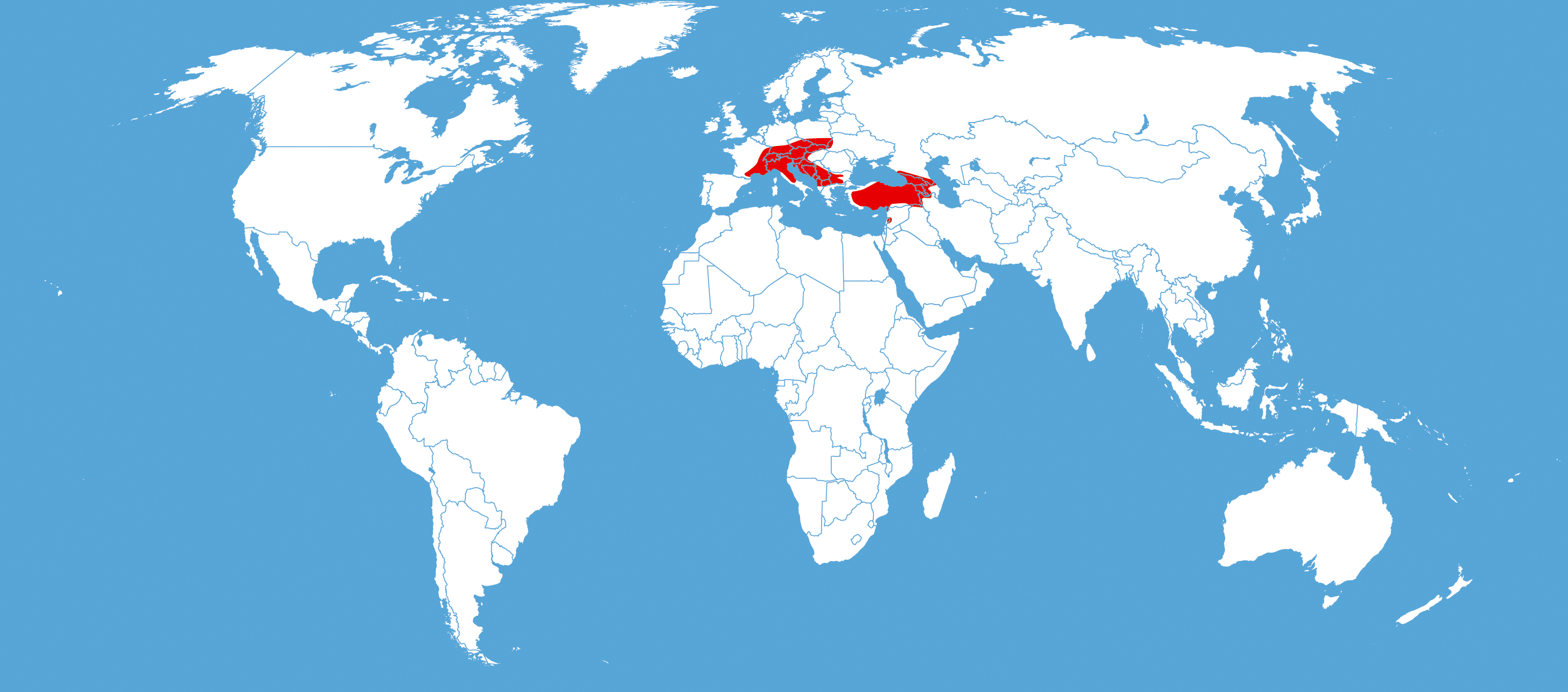
Range

## Sự miêu tả
Sải cánh dài 60–80 mm.

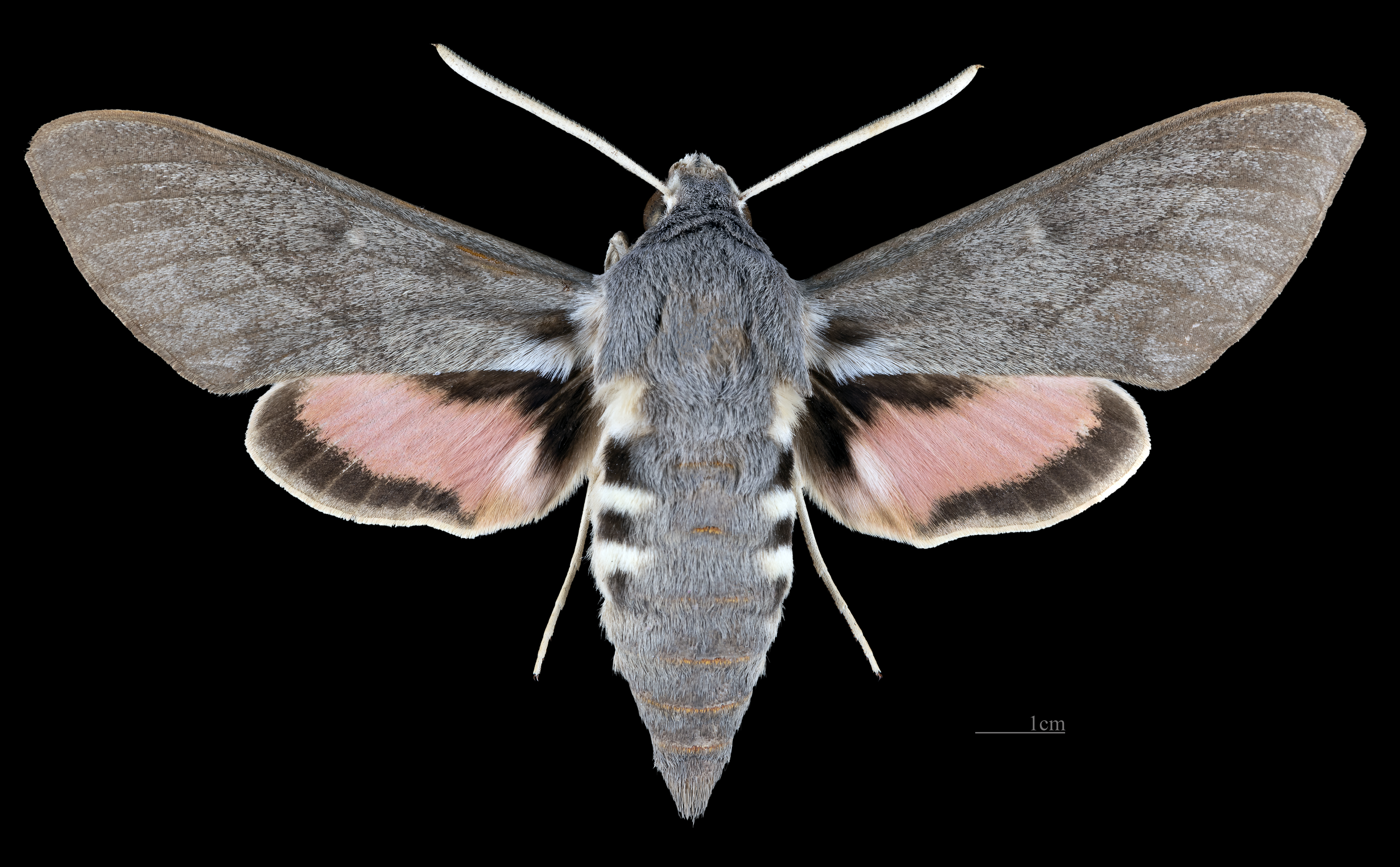
Hyles vespertilio vespertilio  ♂
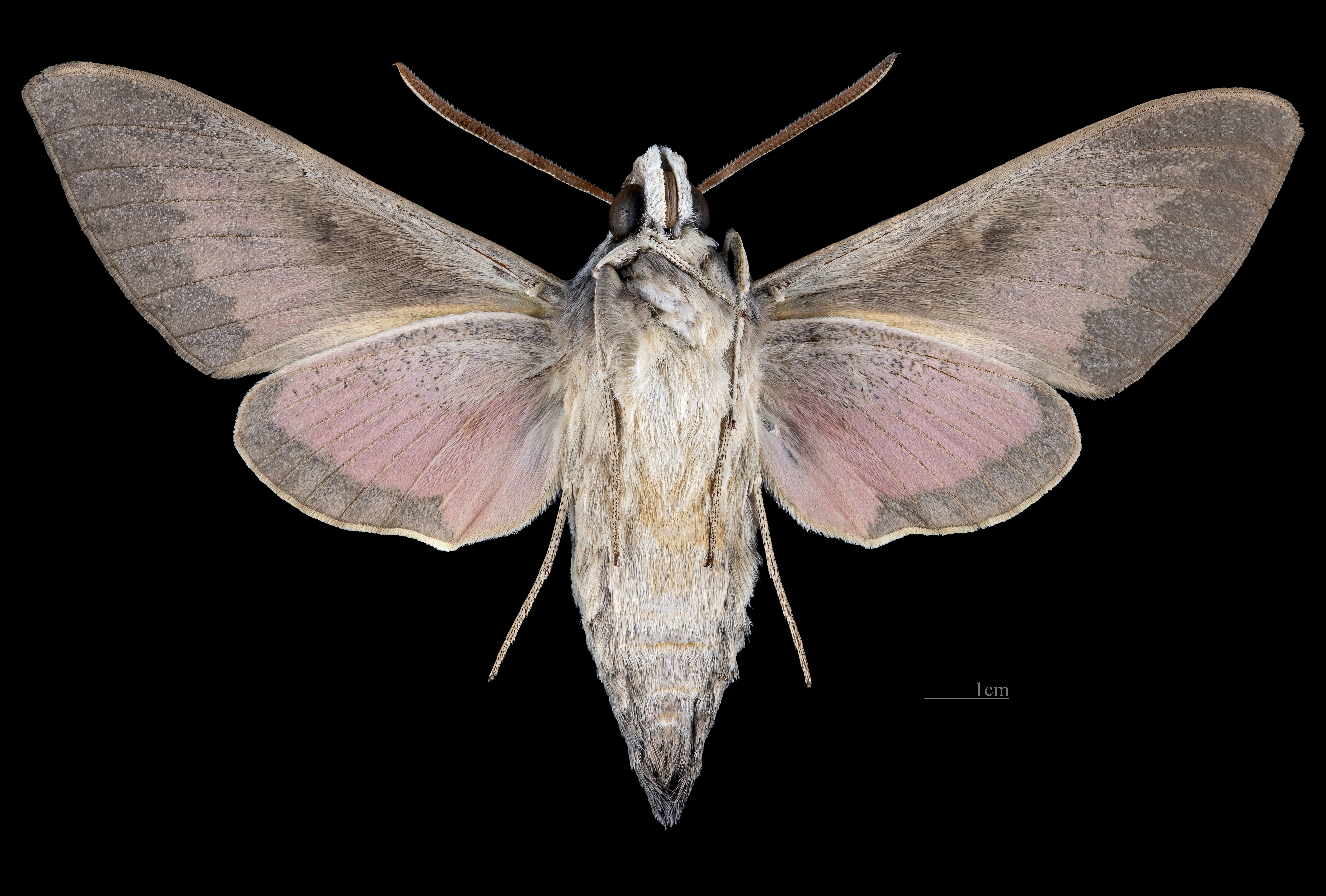
Hyles vespertilio vespertilio ♂  △
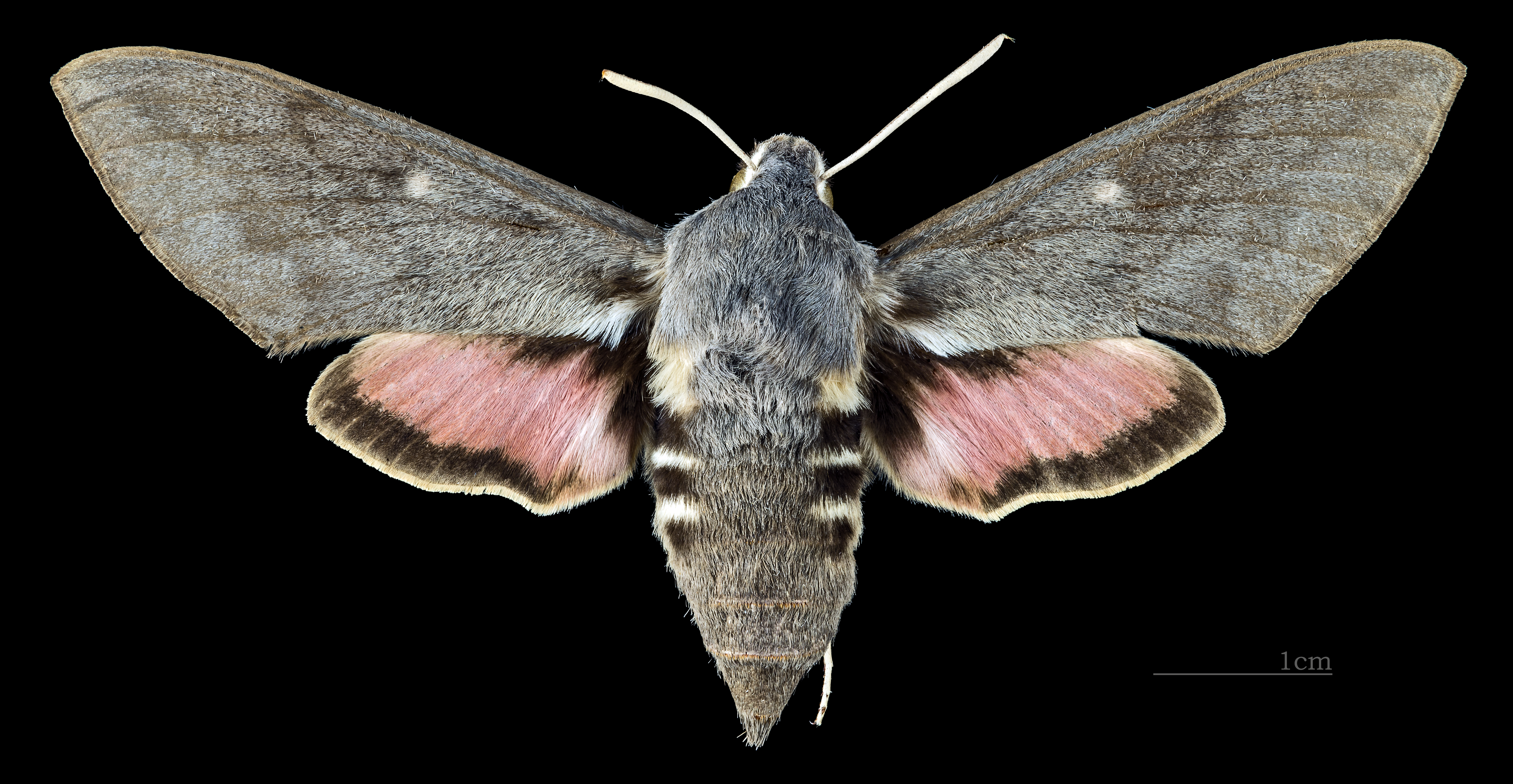
Hyles vespertilio vespertilio ♀
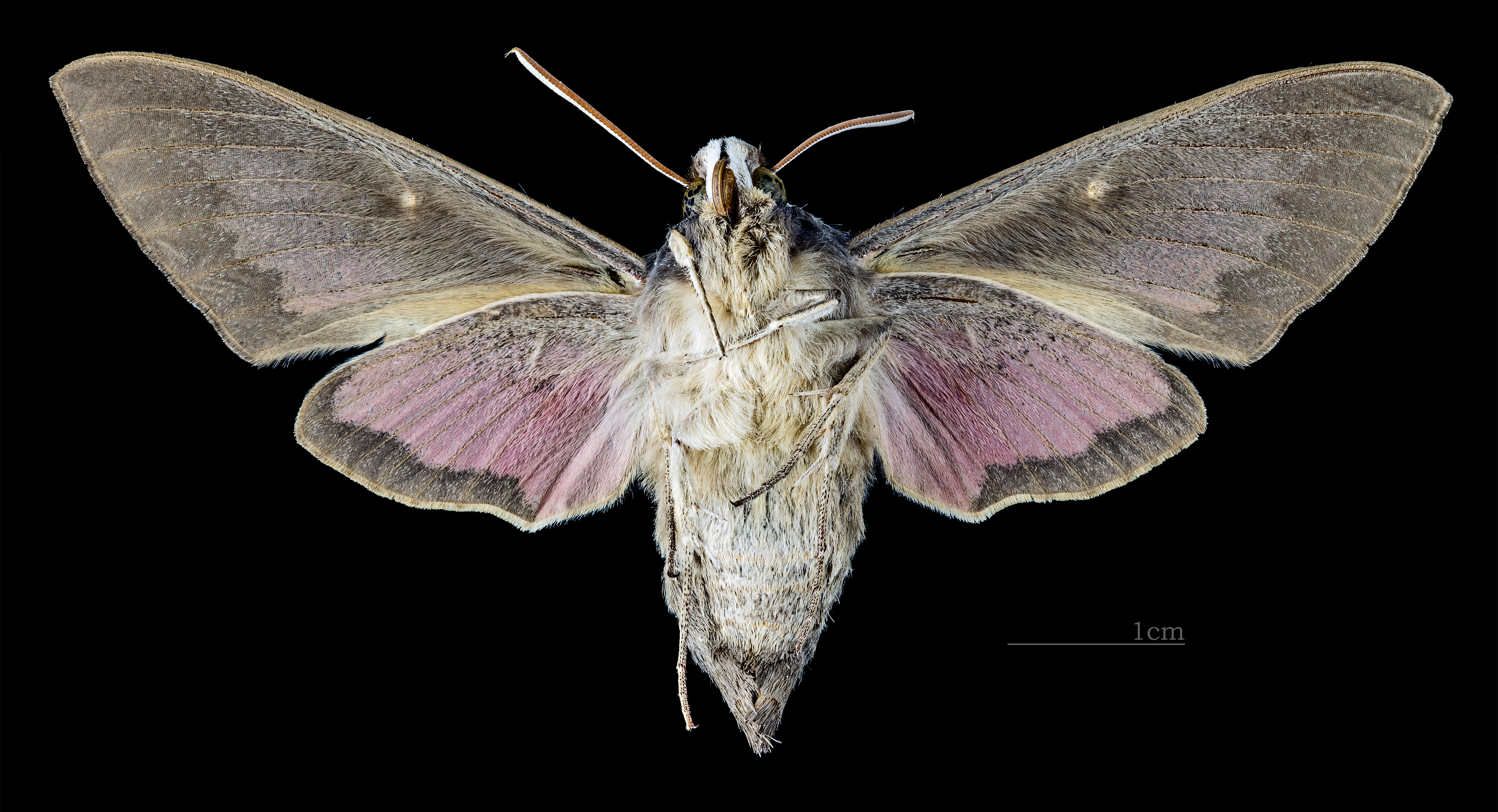
Hyles vespertilio vespertilio ♀ △

## Sinh học
Ấu trùng ăn Epilobium species (bao gồm Epilobium dodonaei), Oenothera và Galium.